# Torneo di New York 1889
Il torneo di New York 1889 è stato un torneo internazionale di scacchi che è svolto a New York
nel 1889.
Con un totale di 38 turni e oltre due mesi di gioco, è stato probabilmente il torneo più lungo della storia degli scacchi.
Il torneo fu organizzato come "6th American Chess Congress" (predecessore del campionato statunitense di scacchi) con la formula del girone all'italiana con doppio turno e venne giocato dal 25 marzo al 27 maggio 1889.
Vi parteciparono venti giocatori (otto statunitensi e dodici di altri paesi) e fu vinto alla pari da Mikhail Chigorin e Max Weiss con 29 punti su 38. I due giocarono un match di spareggio, che terminò in parità con quattro patte.
Il campione del mondo in carica, Wilhelm Steinitz, non partecipò, ma curò come giornalista i bollettini del torneo per vari quotidiani e per la sua rivista, l'International Chess Magazine. Scrisse anche il libro The Book of the Sixth American Chess Congress (1891), contenente 432 partite commentate.. Stabilì anche che vincitore avrebbe avuto diritto a disputare con lui un match per il titolo mondiale, ma entrambi i co-vincitori declinarono l'offerta. Il terzo classificato, Isidor Gunsberg, si avvalse invece di questo diritto. Il match si svolse a New York dal 9 dicembre 1890 al 22 gennaio 1891 e vide vincitore Steinitz con (+6 =9 –4).

## Tabella del torneo
| #  | Giocatore                    | 1  | 2  | 3  | 4  | 5  | 6  | 7  | 8  | 9  | 10 | 11 | 12 | 13 | 14 | 15 | 16 | 17 | 18 | 19 | 20 | Totale |
| 1  | Mikhail Chigorin (RUS)       | ** | ½1 | 00 | ½1 | 11 | 10 | 00 | 11 | 01 | ½1 | 11 | 11 | ½1 | 11 | 10 | 11 | 11 | 11 | 11 | 11 | 29     |
| 2  | Max Weiss (Austria-Ungheria) | ½0 | ** | ½1 | 10 | ½½ | ½1 | 1½ | 11 | 11 | 11 | 10 | ½½ | ½1 | 10 | 11 | 11 | ½1 | 11 | 11 | 11 | 29     |
| 3  | Isidor Gunsberg (ENG)        | 11 | ½0 | ** | 01 | ½0 | ½0 | 1½ | 10 | 11 | 11 | ½1 | 11 | 01 | 11 | 01 | 11 | 11 | 11 | 11 | 11 | 28½    |
| 4  | Joseph Blackburne (ENG)      | ½0 | 01 | 10 | ** | 01 | 10 | 10 | 01 | 11 | 10 | 11 | 11 | 11 | 11 | 11 | 10 | 11 | ½1 | 11 | 10 | 27     |
| 5  | Amos Burn (ENG)              | 00 | ½½ | ½1 | 10 | ** | 1½ | 00 | 11 | 11 | 10 | 11 | 11 | 01 | 00 | 11 | 01 | 11 | 11 | 11 | 11 | 26     |
| 6  | Samuel Lipschütz (USA)       | 01 | ½0 | ½1 | 01 | 0½ | ** | ½1 | 00 | 11 | ½1 | 10 | ½0 | ½1 | 11 | 11 | 11 | 10 | 11 | 11 | 11 | 25½    |
| 7  | James Mason (IRL)            | 11 | 0½ | 0½ | 01 | 11 | ½0 | ** | ½0 | 00 | 11 | ½0 | 10 | 01 | 01 | ½1 | 1½ | ½1 | ½½ | 11 | 11 | 22     |
| 8  | Max Judd (USA)               | 00 | 00 | 01 | 10 | 00 | 11 | ½1 | ** | 10 | 11 | 01 | 00 | 11 | 00 | ½1 | ½0 | 10 | ½1 | 11 | 11 | 20     |
| 9  | Eugene Delmar (USA)          | 10 | 00 | 00 | 00 | 00 | 00 | 11 | 01 | ** | ½0 | 10 | 11 | 0½ | 10 | 01 | 11 | 10 | 11 | 11 | 01 | 18     |
| 10 | Jackson Showalter (USA)      | ½0 | 00 | 00 | 01 | 01 | ½0 | 00 | 00 | ½1 | ** | ½1 | 10 | 10 | 10 | 11 | ½0 | 01 | ½1 | 11 | 11 | 18     |
| 11 | William Pollock (ENG)        | 00 | 01 | ½0 | 00 | 00 | 01 | ½1 | 10 | 01 | ½0 | ** | 01 | ½1 | ½1 | 01 | 11 | 00 | 00 | 11 | 11 | 17½    |
| 12 | Henry Edward Bird (ENG)      | 00 | ½½ | 00 | 00 | 00 | ½1 | 01 | 11 | 00 | 01 | 10 | ** | ½0 | 11 | ½1 | 11 | 00 | 10 | ½0 | 11 | 17     |
| 13 | Jean Taubenhaus (FRA)        | ½0 | ½0 | 10 | 00 | 10 | ½0 | 10 | 00 | 1½ | 01 | ½0 | ½1 | ** | 01 | 00 | 0½ | ½1 | 10 | 11 | 11 | 17     |
| 14 | David G. Baird (USA)         | 00 | 01 | 00 | 00 | 11 | 00 | 10 | 11 | 01 | 01 | ½0 | 00 | 10 | ** | 10 | 00 | 01 | 11 | 10 | ½1 | 16     |
| 15 | Constant Burille (USA)       | 01 | 00 | 10 | 00 | 00 | 00 | ½0 | ½0 | 10 | 00 | 10 | ½0 | 11 | 01 | ** | ½1 | 1½ | 00 | ½1 | 11 | 15     |
| 16 | James Hanham (USA)           | 00 | 00 | 00 | 01 | 10 | 00 | 0½ | ½1 | 00 | ½1 | 00 | 00 | 1½ | 11 | ½0 | ** | 10 | 01 | 0½ | 11 | 14     |
| 17 | George Gossip (ENG)          | 00 | ½0 | 00 | 00 | 00 | 01 | ½0 | 01 | 01 | 10 | 11 | 11 | ½0 | 10 | 0½ | 01 | ** | 00 | 1½ | 00 | 13½    |
| 18 | Dión Martínez (CUB)          | 00 | 00 | 00 | ½0 | 00 | 00 | ½½ | ½0 | 00 | ½0 | 11 | 01 | 01 | 00 | 11 | 10 | 11 | ** | 01 | 01 | 13½    |
| 19 | John W. Baird (USA)          | 00 | 00 | 00 | 00 | 00 | 00 | 00 | 00 | 00 | 00 | 00 | ½1 | 00 | 01 | ½0 | 1½ | 0½ | 10 | ** | 10 | 7      |
| 20 | Nicholas MacLeod (CAN)       | 00 | 00 | 00 | 01 | 00 | 00 | 00 | 00 | 10 | 00 | 00 | 00 | 00 | ½0 | 00 | 00 | 11 | 10 | 01 | ** | 6½     |